# Richard Lovell Edgeworth
Pour les articles homonymes, voir Edgeworth.
Richard Lovell Edgeworth (31 mai 1744 - 13 juin 1817) est un écrivain et inventeur britannique.

## Biographie
Il était originaire d'Irlande, où son père possédait la terre d'Edgeworthstown. Il s'appliqua de bonne heure à la mécanique, eut en 1763 la première idée du télégraphe aérien, et imagina en 1767 une voiture qui transportait avec elle un petit chemin de fer sur lequel elle roulait. En 1771, il vint s'établir à Lyon et y commença la construction d'une digue pour détourner le cours de la Saône et reculer sa jonction avec le Rhône ; mais, mal secondé, il fut obligé de renoncer à ses travaux. 
Il prit part en 1782 aux efforts tentés par les Irlandais pour assurer leur indépendance, fut élu en 1798 député de l'Irlande à la Chambre des communes, et se prononça ouvertement contre l'union.  
Il épousa en 1797 (4e noce), Annie Beaufort, la sœur de Francis Beaufort, futur amiral de la Royal Navy et père de la fameuse échelle Beaufort. C'est avec ce dernier que Richard Lovell Edgeworth installa en 1803 le premier télégraphe en Irlande, basé sur l'installation d'une succession de sémaphores, chargés de relayer les messages. Compte tenu des conditions climatiques irlandaises, l'opération s'est soldée par un échec. Malgré cette déconvenue, Richard Lovell Edgeworth continua à se passionner pour les innovations scientifiques et partagea, à partir de 1804, tout son temps entre la mécanique, l'agronomie et le perfectionnement de l'éducation. Il a entretenu une correspondance avec Francis Beaufort jusqu'à sa mort et celui-ci épouse en 1838 (secondes noces), sa fille Honora. 
Il est le père de Maria Edgeworth, écrivaine, et de 21 autres enfants, dont Charlotte et Honora liées à Francis Beaufort. 

## Œuvres
On lui doit :
- Traité sur la construction des moulins, en français, 1778 ;
- Traité sur la résistance de l'air, 1783 ;
- Traité sur l'application des ressorts aux charrettes, 1812 ;
- Traité sur les chaussées et les voitures, 1813 ;
- Essai sur la construction des routes et des voitures, 1827 (lire en ligne);
- (avec sa fille) Practical éducation, 1798, traduit par Charles Pictet de Rochemont : Professional éducation, 1808.